# 大森青児
大森 青児（おおもり せいじ、1948年 - ）は、日本のテレビドラマ演出家。映画監督。

## 人物
岡山県岡山市出身。同志社大学を卒業し、1972年にNHK入社。2006年に退職後、（株）花三代表取締役就任。
2010年には役者育成の「艸星塾」（そうせいじゅく）を立ち上げた（代表）。

## テレビドラマ
- 大河ドラマ 『武田信玄』
- 連続テレビ小説 『鮎のうた』『はね駒』『京、ふたり』『ぴあの』
- 短編ドラマ・シリーズ 『私生活』（1985年、ギャラクシー賞受賞）
- 土曜ドラマ 『新・王将』（1992年、第4回上海テレビ祭国際コンクール主演男優賞 間寛平）
- 『株価!! 証券マンの熱い夏』（1992年、放送文化基金賞優秀賞）
- 『天空に夢輝き 〜手塚治虫の夏休み〜』（1995年、第10回ハイビジョン国際映像祭グランプリ・アストロラビウム賞、ノンブルドールベストサウンド賞）
- 月曜ドラマシリーズ 『生存 愛する娘のために』（2002年、ギャラクシー賞[1][2]）『占有家族』
- ドラマ人間模様 『いつか来た道』
- 銀河テレビ小説 『道頓堀川』『四捨五入殺人事件』『たけしくん、ハイ!』
- ドラマ新銀河 『愛をみつけた』『京都発・ぼくの旅立ち』
- ドラマ愛の詩 『いちご同盟』
- 水曜時代劇 『なにわの源蔵事件帳』『壬生の恋歌』
- 金曜時代劇 『近松青春日記』
- 時代劇ロマン 『一絃の琴』

## 映画
- 家族の日(公式ページ) 家族の日 (映画)（リリース日：2016年6月10日）[4][5][6]